# Gheorghe Caranfil
Gheorghe Caranfil (* 21. Februar 1930 in Hălăucești, Kreis Iași) ist ein ehemaliger rumänischer Politiker der Rumänischen Kommunistischen Partei PCR (Partidul Comunist Român), der unter anderem zwischen 1980 und 1984 Minister für chemische Industrie sowie von 1984 bis 1990 letzter Botschafter in der DDR war. Er war zudem zwischen 1989 und 1990 Minister für chemische und petrochemische Industrie.

## Leben

### Chemieingenieur, Betriebsdirektor und Abgeordneter
Gheorghe Caranfil besuchte von 1941 bis 1949 das Romanische Gymnasium in Iași und trat während dieser Zeit 1948 der Union der Schülervereinigungen UAER (Uniunea Asociațiilor Elevilor din România) als Mitglied bei. Nach Schulabschluss begann er 1949 ein Studium an der Fakultät für chemische Industrie am Polytechnischen Institut in Iași, das er im Februar 1954 als Chemieingenieur abschloss. Während des Studiums war er zwischen 1949 und 1954 Mitglied des Komitees der Uniunea Tineretului Muncitor (UTM), der Jugendorganisation der Arbeiterpartei, an der Fakultät für chemische Industrie sowie von 1953 bis 1954 des Weiteren Mitglied des UTM-Komitees am Polytechnischen Institut. Nach Abschluss seines Studiums wurde er im Februar 1954 zunächst Ingenieur und nach einer dreimonatigen Fortbildung in der Sowjetunion 1956 Chefingenieur am Chemischen Kombinat Nr. 1 in Făgăraș, in dem er bis April 1958 tätig war. 
Im April 1958 wechselte Caranfil zum Betrieb für synthetische Fasern (Azochim Săvinești) und war dort zunächst Ingenieur und dann Chefingenieur, ehe er zwischen April 1962 und Juni 1966 Generaldirektor dieses Betriebes. Während dieser Zeit war er zugleich Vizepräsident des Gewerkschaftskomitees, Propagandabeauftragter sowie Mitglied des Parteikomitees des Betriebes. Zugleich war er zwischen 1962 und 1966 Mitglied des Parteikomitees der Region Moldau und absolvierte von 1963 bis 1965 ein Studium an der Abend-Universität für Marxismus-Leninismus. Des Weiteren wurde er 1964 Mitglied des Stadtparteikomitees von Piatra Neamț und absolvierte zwischenzeitlich auch Studiengänge an der Universität für Politik und Führung. Er war seit 1963 Mitglied der Union der Erdöl-Chemie-Gewerkschaften und wurde 1964 Mitglied des Zentralrates der Gewerkschaften (Consiliul Central al Sindicatelor). 1965 wurde er Mitglied der Großen Nationalversammlung (Marea Adunare Națională) und vertrat in dieser bis 1969 den Wahlkreis Girov. Des Weiteren wurde er am 30. Dezember 1965 Mitglied des Nationalrates für wissenschaftliche Forschung (Consiliul Național al Cercetării Științifice).

### Minister, Botschafter in der DDR und Auszeichnungen
Am 8. Juni 1966 wechselte Gheorghe Caranfil in die Regierung und war bis zum 1. April 1980 Vize-Minister für chemische Industrie. Er gehörte daneben seit dem 9. März 1974 als Mitglied dem Nationalen Rat für Umweltschutz an. Er war darüber hinaus seit dem 1. September 1979 Präsident der Kommission für
Typisierung und Standardisierung im Chemiebereich sowie zugleich Mitglied der Partei- und Staatskommission für Typisierung und Standardisierung in der Wirtschaft. Auf dem Zwölften Parteitag der PCR (19. bis 23. November 1979) wurde er Mitglied des Zentralkomitees (ZK) der PCR und gehörte diesem Gremium bis zum Dreizehnten Parteitag der PCR (19. bis 22. November 1984) an.
Am 1. April 1980 wurde Caranfil Minister für chemische Industrie (Ministrul industriei chimice) im Kabinett Verdeț II und hatte dieses Amt vom 21. Mai 1982 bis zu seiner Ablösung durch Gheorghe Dinu am 8. Februar 1984 auch im Kabinett Dăscălescu I inne. Nach seinem Ausscheiden aus der Regierung löste er am 18. Juni 1984 Gheorghe Tache als Außerordentlicher und Bevollmächtigter Botschafter in der Deutschen Demokratischen Republik ab und hatte diesen diplomatischen Posten bis zum 28. Dezember 1989 inne.
Für seine langjährigen Verdienste wurde Gheorghe Caranfil mehrfach ausgezeichnet und erhielt unter anderem 1963 Stern der Volksrepublik Rumänien Fünfter Klasse (Ordinul Steaua Republicii Populare Române). Daneben wurde ihm der Orden der Arbeit Dritter und Zweiter Klasse (Ordinul Muncii) verliehen. Im Kabinett Roman I übernahm er am 28. Dezember 1989 das Amt als Minister für chemische und petrochemische Industrie (Ministrul industriei chimice și petrochimice) und hatte dieses bis zum 28. Juni 1990 inne.